# Korg RADIAS
Le RADIAS (ou RADIAS-R) est un synthétiseur numérique à modélisation analogique avec vocoder produit par le constructeur japonais Korg à partir de 2006.
Il introduit la technologie de synthèse MMT de Korg qui se retrouve également dans le R3 du même constructeur, et qui est inspirée de celle de l'OASYS.
Sa polyphonie est de 24 notes avec un vocodeur 16 bandes et il est multitimbral à quatre canaux.
Le RADIAS peut être utilisé en rack, monté sur un clavier 49 touches dédié, ou encore en tant qu'expandeur sur le synthétiseur M3 de la marque.